# Katschak-Bewegung
Die Katschak-Bewegung (albanisch Lëvizja Kaçake) war eine militante Widerstandsbewegung in Albanien und den albanisch besiedelten Gebieten im Kosovo, in Nordmazedonien, Montenegro und Sandschak vom späten 19. bis zum frühen 20. Jahrhundert. Die Bezeichnung „Katschak“ stammt vom Türkischen kaçak und bedeutet „Bandit“ oder „Aufständischer“ – ein Begriff, der im Kontext dieser Bewegung positiv besetzt war und auf diejenigen angewandt wurde, die sich gegen die osmanische Herrschaft und später gegen die serbische, montenegrinische und griechische Kontrolle auflehnten.

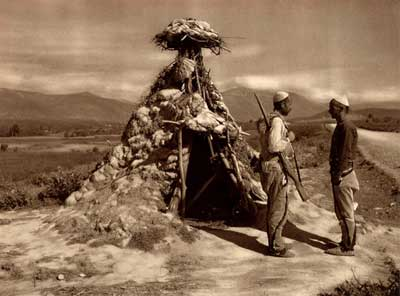
Katschaken beim Kontrollieren einer Straße im Kosovo der 1920er Jahre

## Historischer Hintergrund

### Osmanische Herrschaft
Die osmanische Herrschaft über die albanischen Gebiete begann im 15. Jahrhundert und dauerte bis zum frühen 19. Jahrhundert. Während dieser Zeit genossen die Albaner eine gewisse Autonomie und viele prominente albanische Familien und Einzelpersonen spielten bedeutende Rollen innerhalb des osmanischen Verwaltungs- und Militärsystems. Dennoch führten die zunehmenden Zentralisierung und Reformbemühungen des Osmanischen Reiches im 19. Jahrhundert zu wachsendem Unmut unter den Albanern.

### Der Liga von Prizren
Die Unzufriedenheit mit der osmanischen Herrschaft kulminierte in der Gründung der Liga von Prizren im Jahr 1878, einer politischen und militärischen Organisation, die sich für die Autonomie der albanischen Gebiete einsetzte. Die Liga von Prizren spielte eine wichtige Rolle bei der Organisierung des albanischen Widerstands gegen die osmanische Zentralregierung und die territorialen Ansprüche der Nachbarstaaten. Obwohl die Liga schließlich von den Osmanen zerschlagen wurde, legte sie den Grundstein für den albanischen Nationalismus und die spätere Katschak-Bewegung.

## Entstehung der Katschak-Bewegung
Die Katschak-Bewegung entstand in den 1910er Jahren als Reaktion auf die zunehmende Unterdrückung der Albaner durch die neu entstandenen Balkanstaaten nach dem Zerfall des Osmanischen Reiches. Besonders in der Region Kosovo und Teilen des heutigen Nordmazedonien, wo viele Albaner lebten, nahmen die Spannungen zu, als Serbien, Montenegro und später auch Griechenland diese Gebiete annektierten.

## Ursachen und Motivationen
Die Katschak-Bewegung war von verschiedenen Faktoren motiviert:
- Nationalismus: Der albanische Nationalismus spielte eine zentrale Rolle bei der Mobilisierung der Bevölkerung gegen die fremde Herrschaft.[6]
- Widerstand gegen Unterdrückung: Die brutalen Maßnahmen der serbischen, montenegrinischen und griechischen Armeen gegen die albanische Bevölkerung, einschließlich Massakern, Vertreibungen und Zwangskonversionen, trugen erheblich zur Radikalisierung bei.[3]
- Landwirtschaftliche und wirtschaftliche Gründe: Viele Bauern und Hirten schlossen sich der Bewegung an, um ihre Lebensweise und ihr Land zu verteidigen.[4]

## Organisierung und Taktiken

### Strukturen und Führer
Die Katschak-Bewegung war dezentral organisiert, was es den verschiedenen Gruppen ermöglichte, unabhängig und flexibel zu agieren. Zu den bekanntesten Führern gehörten:
- Azem Galica: Einer der prominentesten Katschak-Anführer, der in den 1920er Jahren eine bedeutende Rolle im Widerstand in Kosovo spielte.[7]
- Shote Galica: Ehefrau von Azem Galica und eine der wenigen weiblichen Kämpferinnen, die aktiv an der Bewegung teilnahmen und nach dem Tod ihres Mannes die Führung übernahm.[7]
- Isa Boletini: Ein prominenter Führer, der sowohl während des Aufstands von 1910 als auch während des Ersten Balkankrieges aktiv war.[8][9]

### Guerillataktiken
Die Katschak-Kämpfer nutzten Guerillataktiken, die auf ihrer Kenntnis des schwierigen Terrains basierten. Sie führten schnelle Überfälle durch, legten Hinterhalte und führten Sabotageakte gegen die Truppen und Infrastrukturen der Besatzungsmächte durch. Diese Taktiken ermöglichten es ihnen, trotz numerischer Unterlegenheit erhebliche Verluste bei den feindlichen Truppen zu verursachen und die Kontrolle über weite ländliche Gebiete aufrechtzuerhalten.

## Hauptkonflikte und Operationen

### Widerstand gegen die Serben
Der Widerstand gegen die serbische Herrschaft war besonders intensiv in Kosovo, wo die serbischen Truppen mit brutaler Härte vorgingen, um die albanische Bevölkerung zu unterdrücken. Die Katschak-Kämpfer führten zahlreiche Angriffe auf serbische Garnisonen und Polizeistationen durch, was die Region für die serbischen Behörden äußerst unsicher machte.

### Kämpfe gegen Montenegro und Griechenland
Auch in den von Montenegro und Griechenland kontrollierten albanischen Gebieten kam es zu erheblichen Widerstandsaktivitäten. In Nordalbanien und Südkosovo führten die Katschak-Kämpfer eine Reihe von erfolgreichen Operationen durch, die die Autorität der Besatzungsmächte untergruben und die albanische Bevölkerung zum Widerstand ermutigten.

## Internationale Reaktionen und Unterstützung
Die Katschak-Bewegung erhielt Unterstützung von verschiedenen albanischen Exilorganisationen sowie von der albanischen Regierung, die 1912 die Unabhängigkeit Albaniens ausgerufen hatte. Auch einige europäische Mächte, die eigene Interessen in der Region verfolgten, unterstützten indirekt die Bewegung, um die serbischen und griechischen Ambitionen zu schwächen.

## Niedergang und Vermächtnis

### Untergang der Bewegung
In den späten 1920er und frühen 1930er Jahren begann die Katschak-Bewegung nachzulassen. Die verbesserten Kontrollmaßnahmen der serbischen, montenegrinischen und griechischen Behörden sowie die zunehmende internationale Anerkennung der neuen Grenzen auf dem Balkan schwächten die Basis der Bewegung. Viele der führenden Katschak-Kämpfer wurden getötet oder gefangen genommen, und die Bewegung zerfiel allmählich.
Im Zeichen des serbischen und albanischen Nationalismus bedeutete insbesondere das 20. Jahrhundert für das Zusammenleben von Serben und Albanern eine Abfolge von wechselseitiger Repression, was schließlich mehrfach in die Katastrophe gewalttätiger ethnischer Konfrontation umschlug. Eine „Balance of Intolerance“ machte Serben wie Albaner wechselseitig zu Opfern und Tätern.
Die Aufstände der Katschak-Bewegung boten der Belgrader Führung eine Rechtfertigung für staatliches Durchgreifen in den ab 1912 von Serbien besetzten Gebieten, darunter eine gezielte Serbische Kolonisierung des Kosovo. Für dieses Kolonisationsprogramm wurden Ländereien vertriebener und enteigneter Katschaks konfisziert und miteinbezogen.
Die Aufstände der Katschak-Bewegung boten der Belgrader Führung eine Rechtfertigung für staatliches Durchgreifen in den ab 1912 von Serbien besetzten Gebieten, darunter eine gezielte Serbische Kolonisierung des Kosovo. Für dieses Kolonisationsprogramm wurden Ländereien vertriebener und enteigneter Katschaks konfisziert und miteinbezogen.

### Langfristige Auswirkungen
Trotz ihres Niedergangs hatte die Katschak-Bewegung einen nachhaltigen Einfluss auf den albanischen Nationalismus und das kollektive Gedächtnis der Albaner. Sie wird heute als ein Symbol des Widerstands und der Entschlossenheit im Kampf für nationale Selbstbestimmung betrachtet. Ihre Geschichten und Legenden leben in der albanischen Folklore und Literatur weiter und dienen als Inspiration für spätere Generationen von Freiheitskämpfern und Nationalisten.